# Renan Correa
Renan Correa de Lima Gallina, né le 15 mars 2004 à Maringá, est un athlète brésilien, spécialiste des épreuves de sprint.

## Biographie
Le 18 septembre 2022 à Cuiabá, Renan Correa établit le temps de 20 s 12 sur 200 m, la 11e meilleure performance junior de tous les temps. Quelques jours plus tard, sur cette distance, il est sacré champion d'Amérique du Sud espoir en 20 s 15.
Le 19 mai 2023 à Bogota en altitude lors des championnats d'Amérique du Sud juniors, qu'il remporte, il réalise 10 s 01 sur 100 m, temps constituant alors la septième marque junior de tous les temps. Vainqueur du 200 m des championnats panaméricains juniors (20 s 37), il participe au 200 m des championnats du monde 2023 à Budapest où il s'incline en demi-finale (20 s 43). Lors des Jeux panaméricains disputés en novembre 2023 à Santiago, il remporte la médaille d'or du 200 m et du relais 4 × 100 m.

## Palmarès
| Date | Compétition                            | Lieu     | Résultat | Épreuve   | Temps   |
| ---- | -------------------------------------- | -------- | -------- | --------- | ------- |
| 2022 | Championnats d'Amérique du Sud espoirs | Cascavel | 1er      | 200 m     | 20 s 15 |
| 2022 | Championnats d'Amérique du Sud espoirs | Cascavel | 2e       | 4 × 100 m | 39 s 61 |
| 2023 | Championnats panaméricains juniors     | Mayagüez | 1er      | 200 m     | 20 s 44 |
| 2023 | Jeux panaméricains                     | Santiago | 1er      | 200 m     | 20 s 37 |
| 2023 | Jeux panaméricains                     | Santiago | 1er      | 4 × 100 m | 38 s 68 |

## Records
| Épreuve | Performance | Lieu   | Date              |
| ------- | ----------- | ------ | ----------------- |
| 100 m   | 10 s 01     | Bogota | 19 mai 2023       |
| 200 m   | 20 s 12     | Cuiabá | 18 septembre 2022 |